# 직접금융

직접금융(直接金融, direct finance)은 기업이 사업을 경영하는 데 있어서 사채(社債)나 주식을 발행하여 직접적으로 일반대중으로부터 자금을 조달하는 것을 말한다.

## 개요
개인 투자인이 발행 회사의 자금조달에 직접 참가하는 것을 말한다. 그것은 개인 투자인이 발행시장이나 유통시장에서 주식이나 채권을 사는 일을 의미한다. 유통시장(매매 시장)에서 증권을 살 경우를 포함시키는 것은 유통시장에서 기존의 투자자의 돈이 새로운 투자자의 돈으로 대체되기 때문이다. 가령, 발행시장에서 주식을 산 사람의 자금은 주식을 발행한 회사에 제공이 된다. 그런데 이 투자자가 주식을 다른 투자자에게 팔면 해당 투자자의 자금은 빠져나가는 대신 새로운 투자자의 돈이 회사에 제공되는 셈이다. 물론 발행시장에서 신규로 자금이 제공되는 것과는 달리 유통시장에서는 추가로 자금이 제공되는 것이 아니어서 차이가 있다. 한편 개인 투자인이 금융 기관에 예저금을 하고 금융 기관이 이 자금으로 대부하거나 발행하는 주식을 사서 기업에 투자하는 경우를 간접 금융이라 한다. 그것은 개인투자가 측에서 보면 금융기관이란 매개물을 통하여 간접적으로 기업에 투자하고 있는 것이 되기 때문이다.

## 같이 보기
- 간접금융